# Блінов Євген Григорович
Євге́н Григо́рович Бліно́в (6 жовтня 1925, Свердловськ — 19 листопада 2018, Київ) — заслужений артист України (1960), заслужений діяч мистецтв Росії (1974), народний артист Росії (1974), академік Петровської академії наук і мистецтв, професор, педагог та диригент.

## Життєпис
Народився 6 жовтня 1925 року у місті Свердловськ. З 1941 року навчався в Свердловському музичному училищі (протягом 1-го курсу — клас домри В. В. Знаменського, клас балалайки Миколи Федоровича Рожина, на 2-му курсі — клас професора М. М. Геліса).
Після другого курсу музичного училища переведений до Київської консерваторії, що перебувала в евакуації у місті Свердловську), навчався по класу балалайки професора Геліса.
Учасник другої світової війни (1943—1945).
В 1945—1946 роках — студент диригентсько-хорового відділення Свердловської консерваторії, клас О. В. Преображенського. 1951 року закінчив Київську консерваторію, клас балалайки професора Геліса.
Балалаєчник, в 1951—1963 роках — доцент Київської консерваторії. 1954 — викладач, 1956 — старший викладач, від 1962-го — доцент. За сумісництвом в 1951—1963 роках — соліст Київської філармонії, одночасно викладач Київського музичного училища ім. Р. Глієра. Професор, в 1963—1975 роках — завідувач кафедри народних інструментів.
Протягом 1975—1988 років — ректор Свердловської консерваторії.
Лауреат Четвертого Всесвітнього фестивалю демократичної молоді (Бухарест, 1953, перша премія). Провів сольний концерт у Колонному залі Київської філармонії.
Серед учнів Б. — В. Ілляшевич, Ю. Алексик, А. Рябінін.
Серед робіт:
- «Про систему умовних позначень в нотному записі для балалайки», 1983
- «Народні інструменти», 1993
- «Концертні п'єси для балалайки й фортепіано», 1995.

У 2006 році повернувся до Києва, де прожив останні 12 років. Помер 19 листопада 2018 року. Похований у Єкатеринбурзі.

## Родина
Син — музикант та педагог Олександр Блінов (1952—2021). Правнука — співачка Соломія Лук'янець (нар. 2001).

## Нагороди
Заслужений артист УРСР (1960), заслужений діяч мистецтв РРФСР (1974), народний артист РРФСР, академік Петровської академии наук і мистецтв, кавалер ордена «Знак пошани» (2001).